# د دمند (گروه موسیقی)
دِ دَمند (به انگلیسی: The Damned) یک گروه پانک راک انگلیسی است که در سال ۱۹۷۶ توسط خوانندهٔ اصلی دیو وانیان، گیتاریست برایان جیمز، نوازندهٔ بیس (و بعدها گیتاریست) کاپیتان سنسیبل و درامر رت اسکیبیس در لندن تشکیل شد. آنها اولین گروه پانک از بریتانیا بودند که یک تک‌آهنگ به نام «گل رز جدید» (۱۹۷۶) را منتشر کردند، یک آلبوم استودیویی به نام دمند دمند دمند (۱۹۷۷) منتشر کردند و در ایالات متحده تور اجرا کردند. ۹ تا از تک‌آهنگ‌های گروه در جدول تاپ ۴۰ جدول تک‌آهنگ‌های بریتانیا قرار گرفتند.
پس از اینکه موسقی برای لذت (۱۹۷۷) که در ادامه اولین آلبوم استودیویی آنها بود، به‌طور انتقادی کنار گذاشته شد، گروه برای مدت کوتاهی منحل شد. آنها به سرعت بدون برایان جیمز اصلاح شدند و آلبوم آداب مسلسل (۱۹۷۹) را منتشر کردند. در دههٔ ۱۹۸۰، آنها چهار آلبوم استودیویی منتشر کردند: آلبوم سیاه (۱۹۸۰)، توت فرنگی (۱۹۸۲)، فانتاسماگوریا (۱۹۸۵) و هر چیزی (۱۹۸۶) که باعث شد گروه به سمت سبک گوتیک راک حرکت کند. در دو آلبوم اخیر سنسیبل که در سال ۱۹۸۴ گروه را ترک کرده بود، حضور نداشت. در سال ۱۹۸۸، جیمز و سنسیبل دوباره به گروه پیوستند تا یک سری کنسرت‌های اتحاد مجدد را اجرا کنند، که یکی از آنها سال بعد به عنوان آلبوم زندهٔ نفرین نهایی (۱۹۸۹) منتشر شد. پانک راک سریع آنها برای تأثیرگذاری و شکل‌دادن به ظهور هاردکور پانک در اواخر دههٔ ۱۹۷۰ و اوایل دههٔ ۱۹۸۰ در بریتانیا و ایالات متحده ذکر شده است.
د دمند دوباره برای یک تور در سال ۱۹۹۱ اصلاح شد. در سال ۱۹۹۵، آنها آلبوم استودیویی جدیدی به نام نه از این زمین منتشر کردند که آخرین آلبوم اسکیبیس با گروه بود. پس از آن، اختلال قبر (۲۰۰۱)، بنابراین، چه کسی پارانوئید است؟ (۲۰۰۸) و ارواح شیطانی (۲۰۱۸)، اولین آلبوم استودیویی آنها در لیست برتر ۱۰ نمودارهای رسمی، در رتبهٔ ۷ قرار گرفت. آخرین آلبوم آنها، دارکادلیک، در سال ۲۰۲۳ منتشر شد. علیرغم تجربهٔ تغییرات متعدد در ترکیب، ترکیب وانیان، سنسیبل، نوازنده کیبورد مونتی اکسی مورون، درامر پینچ و بیسیست استو وست از سال ۲۰۰۴ تا سال ۲۰۱۷ با هم بودند، زمانی که وست گروه را ترک کرد و پل گری نوازندهٔ سابق بیس دوباره به آن ملحق شد. در سال ۲۰۱۹، درامر پینچ گروه را ترک کرد و در فوریه ۲۰۲۲ ویل تیلور جایگزین او شد، که در نوامبر ۲۰۲۳، زمانی که اسکیبیس دوباره به آنها ملحق شد، او گروه را ترک کرد.
به عنوان یکی از اولین گروه‌های راک گوتیک، د دمند، با آواز باریتون خوانندهٔ اصلی وانیان، اشعار تاریک و لباس‌هایی با تم خون‌آشام، تأثیر عمده‌ای بر خرده فرهنگ گوت داشت.

## تاریخچه

### شکل‌گیری و سال‌های سخت (۱۹۷۸–۱۹۷۶)
دیو وانیان (دیوید لت)، کاپیتان سنسیبل (ریموند برنز) و رت اسکیبیس (کریس میلار) اعضای گروه Masters of the Backside بودند که همچنین شامل کریسی هایند، خوانندهٔ آیندهٔ گروه پرتندرز بود. برایان جیمز (برایان رابرتسون) یکی از اعضای گروه London SS بود، گروهی که هرگز به صورت زنده اجرا نمی‌کرد، بلکه شامل نوازندگانی بود که بعدها در گروه‌های کلش و Generation X به شهرت رسیدند. اسکیبیس، جیمز را از طریق یک آزمون ناموفق به عنوان درامر London SS می‌شناخت. هنگامی که تصمیم گرفتند گروه خود را با جیمز در گیتار و اسکیبیس در درام راه اندازی کنند، سید ویشس، که بعداً از گروه سکس پیستولز بود، و دیو وانیان را برای تست بازیگری دعوت کردند. با این حال، تنها وانیان ظاهر شد و او به گروه اضافه شد. اسکیبیس نوازندهٔ بیس گروه شد و این چهار نفر خود را د دمند نامیدند. کریسی هایند بعداً نوشت: «بدون من، آنها احتمالاً موفق‌ترین ساز و برگ پانک در شهر بودند.»
د دمند اولین نمایش خود را در ۶ ژوئیه ۱۹۷۶ با حمایت از گروه سکس پیستولز در کلوپ ۱۰۰ اجرا کرد. ضبط لو-فای این نمایش بعداً با عنوان Live at the 100 Club (2007) منتشر شد. به عنوان بخشی از صحنهٔ رو به رشد پانک لندن، دمند دوباره در ۲۰ سپتامبر برای 100 Club Punk Festival، کلوپ را اجرا کرد.
در ۲۲ اکتبر، پنج هفته قبل از انتشار «هرج‌ومرج در پادشاهی متحد» از سکس پیستولز، Stiff Records اولین تک‌آهنگ د دمند را به نام رز جدید منتشر کرد، بنابراین آنها را به اولین گروه پانک بریتانیایی تبدیل کرد که یک تک‌آهنگ را منتشر کرد. طرف دوم این تک‌آهنگ یک کاور سریع از «کمک!» بیتلز بود. «رز جدید» توسط منتقد، ند راگت به عنوان یک «سرود بی‌مرگ از اضطراب عاشقانه با قدرت هسته‌ای» توصیف شد.
هنگامی که سکس پیستولز تک‌آهنگ خود را منتشر کرد، آنها د دمند را به همراه گروه کلش و Johnny Thunder's Heartbreakers به عنوان افتتاحیه‌های دسامبر خود در «Anarchy Tour of the UK» انتخاب کردند. بسیاری از تاریخ‌های تور توسط سازمان‌دهندگان یا مقامات محلی لغو شد و تنها هفت مورد از حدود ۲۰ برنامهٔ برنامه‌ریزی شده برگزار شد. د دمند قبل از پایان تور توسط مالکوم مک لارن، مدیر سکس پیستولز از این تور اخراج شدند.
د دمند اولین آلبوم استودیویی خود را دمند دمند دمند در ۱۸ فوریه ۱۹۷۷ منتشر کرد. این آلبوم که توسط نیک لو تهیه شده بود اولین آلبوم استودیویی بود که توسط یک گروه پانک بریتانیایی منتشر شد و شامل یک تک‌آهنگ جدید به نام «نیت نیت نیت» بود. گروه برای تبلیغ آلبوم به تور رفت و در ماه مارس برای گروه تی رکس در آخرین تور خود قبل از مرگ مارک بولان در سپتامبر در آن افتتاح شد. بعداً در همان بهار، آنها اولین گروه پانک بریتانیایی بودند که به ایالات متحده سفر کردند. به گفتهٔ برندان مولن، بنیان‌گذار کلوپ Masque در لس آنجلس، اولین تور آنها در ایالات متحده باعث شد که آنها از تمپوهای بسیار سریع استفاده کنند که به الهام بخشیدن به اولین موج هاردکور پانک ساحل غربی کمک کرد.
در ماه اوت، لو ادموندز به عنوان گیتاریست دوم اضافه شد. اگرچه هنوز در موسیقی آنها مشخص نشده است، گروه به شدت از راک روانگردان الهام گرفته است. آنها تلاش کردند تا سید برت منزوی از پینک فلوید را برای تولید دومین آلبوم استودیویی خود به خدمت بگیرند. آنها به نیک میسن، هم گروه سابق پینک فلوید، رضایت دادند. در نوامبر ۱۹۷۷، آلبوم با عنوان موسیقی برای لذت منتشر شد و به سرعت توسط منتقدان رد شد. شکست آن باعث خروج گروه از استیف رکوردز شد. اسکیبیس نیز از آلبوم ناراضی بود و پس از ضبط، گروه را ترک کرد. جان ماس، درامر آیندهٔ Culture Club جایگزین او شد، که با گروه د دمند اجرا می‌کرد تا اینکه در فوریه ۱۹۷۸ منحل شدند.

### اصلاحات و آلبوم آداب مسلسل (۱۹۷۹–۱۹۷۸)
اعضای سابق گروه روی یک سری پروژه‌های جانبی کوتاه و ضبط‌های انفرادی کار کردند که همگی تأثیر تجاری کمی داشتند. اسکیبیس یک گروه تکی به نام «Les Punks» را برای یک کنسرت اواخر سال ۱۹۷۸ تشکیل داد. Les Punks یک شبه اتحاد گروه د دمند (بدون برایان جیمز یا ادموندز) بود که شامل اسکیبیس، وانیان، سنسیبل و نوازندهٔ بیس لمی از هاوک‌ویند و موتورهد بود. د دمند به‌طور آزمایشی با ترکیب «Les Punks» در اوایل سال ۱۹۷۹ اصلاح شد، اما در ابتدا به عنوان «The Doomed» اجرا شد تا از مشکلات احتمالی علامت تجاری جلوگیری کند. اسکیبیس به گیتار و کیبورد روی آورد و پس از یک دورهٔ کوتاه با لمی در بیس برای دموهای استودیویی و تعداد انگشت شماری از حضور زنده و یک دورهٔ کمی طولانی‌تر با هنری بدوفسکی در بیس، موقعیت بیس توسط الگی وارد سابق از The Saints پر شد. در جریان تور اسکاتلند در دسامبر ۱۹۷۸، گری هولتون جایگزین وانیان شد.
گروه به‌طور رسمی دوباره توسط د دمند، اولین کنسرت خود را با این نام در آوریل ۱۹۷۹ اجرا کرد و با Chiswick Records قرارداد ضبط امضا کرد. آن‌ها به استودیو بازگشتند و تک‌آهنگ‌های چارت «آهنگ عشق» و «Smash It Up» را منتشر کردند، به‌دنبال آن آهنگ «آداب مسلسل» سال ۱۹۷۹ و سپس نسخه بازخوانی شده از «خرگوش سفید» جفرسون ایرپلین منتشر شد. آواز وانیان تا به حال از باریتون بالای آلبوم‌های اولیه به سبک خواننده‌گی نرم‌تری گسترش یافته بود.
آداب مسلسل (۱۹۷۹) تأثیر قوی گاراژ-راک دههٔ ۱۹۶۰ را با ارگ فارفیسا در چندین آهنگ به نمایش گذاشت. ضبط در استودیوی Wessex لندن همزمان با حضور گروه کلش برای ضبط لندن فرا می‌خواند (۱۹۷۹)، جو استرامر و میک جونز یک ظاهر آوازی نامشخص در آهنگ عنوان داشتند. آداب مسلسل (۱۹۷۹) تا حد زیادی نقدهای مثبت دریافت کرد. ایرا رابینز و جی پتین از مجلهٔ راک اند رول Trouser Press آن را به عنوان «یک ضبط عالی توسط گروهی که خیلی‌ها قبلاً حساب کرده بودند» توصیف کردند.

### تغییر به سمت راک گوتیک (۱۹۸۷–۱۹۸۰)
وارد در سال ۱۹۸۰ گروه را ترک کرد و پل گری، سابقاً از گروه Eddie and the Hot Rods جایگزین او شد. آلبوم سیاه در اواخر همان سال منتشر شد که توسط خود گروه جدا از یک قطعهٔ تهیه‌شده توسط هانس زیمر، با سه طرف آلبوم دوتایی متشکل از قطعات استودیویی، از جمله آهنگ تئاتری ۱۷ دقیقه‌ای «پردهٔ فراخوان» منتشر شد. سمت ۴ مجموعه‌ای از آهنگ‌های زندهٔ ضبط شده در استودیوهای شپرتون را به نمایش گذاشت. این آخرین آلبوم آنها برای Chiswick Records بود.
در سال ۱۹۸۱، د دمند آلبوم جمعه ۱۳ را منتشر کرد، یک آلبوم چندآهنگه با چهار آهنگ که شامل قطعات اصلی «مرد دیسکو»، «بیلی بد می‌شکند»، «باشگاه محدود» و نسخهٔ کاور آهنگ «درخواست شیطانی شاهنشاهان آن‌ها» از رولینگ استونز بود.
در سال ۱۹۸۲، د دمند تنها آلبوم استودیویی خود را برای Bronze Records، توت فرنگی منتشر کرد. گروه اکنون با اضافه شدن رومن جوگ نوازندهٔ تمام وقت کیبورد به یک گروه پنج نفری گسترش یافته بود. در آن زمان، سنسیبل زمان خود را بین د دمند و حرفهٔ انفرادی خود تقسیم می‌کرد و با موفقیت شمارهٔ یک سال ۱۹۸۲ «گفتگوی شاد» به موفقیت در نمودار بریتانیا رسید. آلبوم بعدی گروه، یک پروژهٔ جانبی یکباره که بدون سنسیبل ضبط شد، موسیقی متن فیلمی تخیلی دههٔ ۱۹۶۰ به نام به بابا چاقو بده، سیندی بود. برای این آلبوم محدود از آهنگ‌های جلد دههٔ ۱۹۶۰، گروه با نام ناز نومد و کابوس‌ها نام‌گذاری شد.
در سال ۱۹۸۴، د دمند در کمدی بی‌بی‌سی دو The Young Ones با آهنگ «زننده» با نوازندهٔ بیس جدید، براین مریک (به جای گری) و جوگ و سنسیبل در گیتار اجرا کردند. سنسیبل آخرین کنسرت خود را با گروه در براکول پارک قبل از رفتن به دنبال حرفهٔ انفرادی خود اجرا کرد.
از همان روزهای اولیه گروه، وانیان ظاهری شبیه خون‌آشام روی صحنه داشت، با آرایش سفید گچی و لباس رسمی. با رفتن سنسیبل، تصویر وانیان برای کل گروه مشخص‌تر شد. د دمند قرارداد ضبط را با ام‌سی‌ای رکوردز امضا کرد و آلبوم فانتاسماگوریا در ژوئیه ۱۹۸۵ منتشر شد که پیش از آن تک‌آهنگ شماره ۲۱ بریتانیا «شیطان شیطانی» بود. از دیگر موفقیت‌های همین آلبوم «سایه عشق» با صدای گوتیک غم‌انگیز و سبک‌تر «آیا رؤیا است؟» بود.
در ژانویه ۱۹۸۶، تک‌آهنگ غیر آلبومی «Eloise» که نسخه‌ای از آهنگ ۱۹۶۸ بری رایان بود، موفقیت رتبهٔ ۳ جدول در بریتانیا را کسب کرد، بالاترین رتبهٔ گروه تا به امروز. ادامهٔ فانتاسماگوریا در دسامبر ۱۹۸۶، هر چیزی یک شکست تجاری بود، اگرچه ام‌سی‌ای یکی از آهنگ‌های خود («In Dulce Decorum») را در انتشار موسیقی متن سریال میامی وایس فصل ۲ گنجاند. کاور آهنگ «دوباره تنها یا» گروه لاو به صورت تک‌آهنگ منتشر شد.

### گردهمایی مجدد و تورهای خداحافظی (۱۹۸۹–۱۹۸۸)
در ژوئن ۱۹۸۸، جیمز و سنسیبل به‌طور موقت برای سه حضور زنده، از جمله کنسرت در لندن تاون و کلاب کانتری که سال بعد به عنوان آلبوم نفرین نهایی منتشر شد، دوباره به گروه ملحق شدند.
در ژوئن ۱۹۸۹، جیمز و سنسیبل برای دو حضور در بریتانیا با نام پردهٔ نهایی دوباره به گروه پیوستند. در ماه ژوئیه، این گروه یک تور خداحافظی از ایالات متحده را اجرا کردند و در دسامبر آنها پنج کنسرت دیگر در بریتانیا را اجرا کردند که به عنوان تور ما واقعاً باید اکنون برویم تبلیغ می‌شد.

### اصلاحات دوم و سوم (۱۹۹۵–۱۹۹۰)
اگرچه به‌طور رسمی گروه در حال وقفه بود، اما د دمند آهنگ «کارخانۀ سرگرمی» را منتشر کرد که در سال ۱۹۸۲ با گروه سنسیبل/وانیان/اسکیبیس/گری ضبط شد و قرار بود در آن زمان به صورت تک‌آهنگ منتشر شود. با این حال، ورشکستگی شرکت ضبط آنها مانع از انتشار این آهنگ به مدت ۹ سال شد. دومین تک‌آهنگ سال، «پروکوفیف»، توسط اسکیبیس، وانیان و برایان جیمز ضبط شد و در تور اتحاد مجدد در ایالات متحده در سال ۱۹۹۱ فروخته شد.
در سال ۱۹۹۳، گروه با ترکیب جدیدی که شامل اسکیبیس، وانیان، گیتاریست‌های کریس دولیمور (قبلاً از the Godfathers)، آلن لی شا و نوازندهٔ بیس موس هریس (قبلاً از New Model Army) بود، اصلاح شد. در حوالی این زمان، دو گروه راک برجسته هر کدام یک آهنگ د دمند را پوشش دادند: گانز ان روزز آهنگ «رز جدید» را برای حادثۀ اسپاگتی؟ آلبوم ۱۹۹۳ خود ضبط کردند، در حالی که آف‌اسپرینگ آهنگ «Smash It Up» را برای موسیقی متن فیلم بتمن برای همیشه (۱۹۹۵) پوشش داد. هر دو نسخهٔ کاور از پخش عمده‌ای لذت می‌بردند و در معرض صدای د دمند قرار می‌گرفتند، بیشتر برای مخاطبان جوان‌تری که با گروه ناآشنا بودند.
د دمند اصلاح شده حدود دو سال به‌طور منظم تور برگزار کرد و آلبوم استودیویی جدیدی به نام نه از این زمین را در نوامبر ۱۹۹۵ منتشر کرد که با یک سری تورهای طولانی قبل از انتشار، تبلیغ شد. با این حال، تا زمانی که آلبوم منتشر شد، د دمند دوباره تا حدی در نتیجهٔ نبردهای قانونی از هم جدا شده بود؛ وانیان و سنسیبل، اسکیبیس را به انتشار نه از این زمین (۱۹۹۵) بدون مجوز مناسب متهم کردند.

### بازگشت کاپیتان سنسیبل و ترکیب جدید (۲۰۰۳–۱۹۹۶)
سنسیبل در سال ۱۹۹۶ مجدداً به وانیان ملحق شد و گروه دیگری از د دمند ظاهر شد. در ابتدا پل گری نوازندهٔ بیس حضور داشت که بعداً پاتریشیا موریسون که قبلاً از گروه‌های Bags ,Gun Club و د سیسترز آو مرسی بود، جایگزین شد.
در فوریه ۱۹۹۹، د دمند متشکل از وانیان، سنسیبل، موریسون و تازه واردان مونتی اکسیمورون در کیبورد و اسپایک تی اسمیت در درام بود. اسمیت بعداً به گروه زندهٔ Morrissey ملحق شد و به گروه د دمند توصیه کرد که اندی (پینچ) پینچینگ، یکی از اعضای مؤسس گروه English Dogs، را برای جایگزینی او در درامز استخدام کند. گری دردفول، یکی از اعضای گروه انفرادی سنسیبل، از سال ۱۹۹۷ تا ۱۹۹۹ قبل از ورود اسمیت درام می‌نواخت. در سال ۲۰۰۱، گروه آلبوم اختلال قبر را در ناشر دکستر هلند، Nitro Records منتشر کرد و آن را با تورهای مداوم تبلیغ کرد. یک تور بهاری در ایالات متحده در سال ۲۰۰۲ با حمایت از راب زامبی برنامه‌ریزی شد. با این حال، گروه پس از چند نمایش کناره‌گیری کرد. سنسیبل گفت که «پانک گوتیک به‌طور کامل در میان جمعیت عمدتاً متال گم شد.» در تابستان، گروه تور ونز Warped Tour را در ایالات متحده اجرا کرد.

### تغییر ترکیب، چهلمین سالگرد و آلبوم جدید (۲۰۱۹–۲۰۰۴)

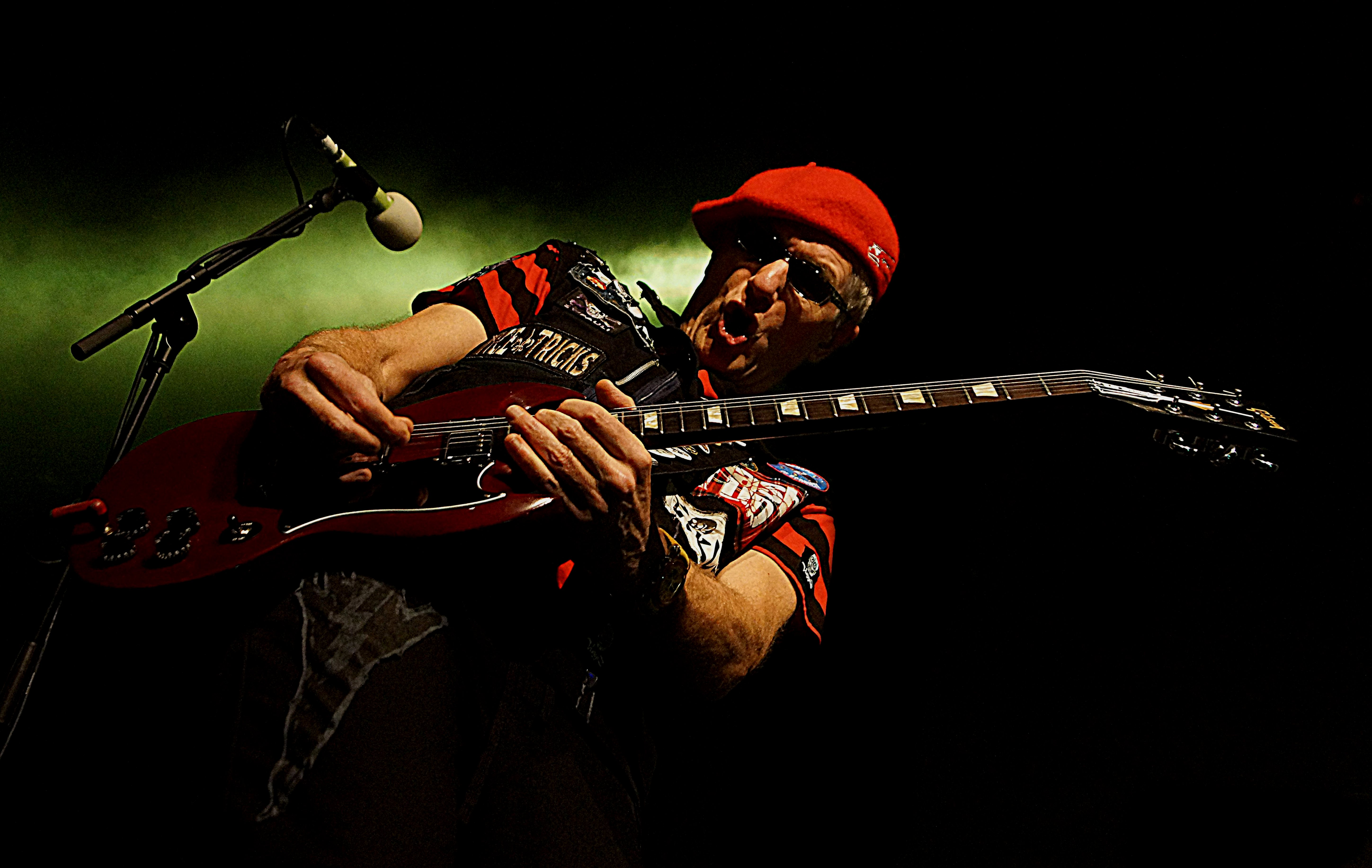
کاپیتان سنسیبل از اجرای زندهٔ د دمند در منچستر آکادمی، ۲۰۱۸

موریسون و وانیان ازدواج کردند و صاحب یک دختر به نام امیلی شدند که در ۹ فوریه ۲۰۰۴ به دنیا آمد. در حوالی این زمان، موریسون از اجرا با گروه بازنشسته شد، اگرچه او همچنان با گروه د دمند به عنوان مدیر آنها مشغول بود. جانشین او در بیس استو وست بود.
در سال ۲۰۰۶، گروه د دمند تک‌آهنگ «فاجعۀ خانم کوچولو» و یک دی‌وی‌دی زنده MGE25 را منتشر کرد که در سال ۲۰۰۴ کنسرت منچستر را در جشن بیست و پنجمین سالگرد آلبوم آداب مسلسل (۱۹۷۹) مستند کرد. در ۲۱ اکتبر ۲۰۰۶، رادیو بی‌بی‌سی ۲ مستندی یک ساعته با عنوان آیا واقعاً با او بیرون می‌رود؟ در مورد ضبط اولین تک‌آهنگ د دمند «رز جدید» و جایگاه این گروه در صحنه پانک لندن در سال ۱۹۷۶را پخش کرد. این برنامه با مصاحبه‌هایی با جیمز، سنسیبل، اسکیبیس، گلن متلاک، دان لتس و کریسی هایند، دربارهٔ گروه‌ها و شخصیت‌های اطراف صحنه، به‌ویژه تور هرج‌ومرج در پادشاهی متحد در بریتانیا بحث کرد.
در ۲۸ اکتبر ۲۰۰۸، د دمند دهمین آلبوم استودیویی خود را با نام بنابراین، پارانوئید کیست؟، یک نسخهٔ دیجیتال، و به دنبال آن یک نسخهٔ فیزیکی در برچسب کانال انگلیسی در ۱۰ نوامبر (بریتانیا) و ۹ دسامبر (ایالات متحده) منتشر شد. برای تبلیغ این آلبوم، گروه دو بار در تلویزیون آمریکا ظاهر شد، از جمله بازدید از The Late Late Show with Craig Ferguson. گروه برای تبلیغ آلبوم استودیویی جدید خود که توسط گروه‌های Devilish Presley و Slicks Kitchen حمایت می‌شد، یک تور ۲۳ روزه در بریتانیا انجام داد.
در نوامبر ۲۰۰۹، گروه از موتورهد در تور جهانی بریتانیا حمایت کرد. تورهای مستمر در سراسر بریتانیا و اروپا طی چند سال آینده رخ داد.
در سال ۲۰۱۲، د دمند برای اولین بار در آمریکای جنوبی با قرارهایی در سائوپائولو و بوئنوس آیرس اجرا کرد. آنها به فستیوال ریتم بازگشتند، یکی از چهار تیتر اصلی که به تاریخ هفت سالهٔ جشنواره بازگشته است. در سال ۲۰۱۲، د دمند اعلام کرد که برای جشنوارۀ شورش (به انگلیسی: Rebellion Festival) سال ۲۰۱۳ در کنار د اکسپلویتد، The Casualties و دیگران بازخواهند گشت.
در ۷ نوامبر ۲۰۱۴، سنسیبل و وانیان در پادکست راهنمایی تلویزیونی Ken Reid ظاهر شدند.
در سال ۲۰۱۵، د دمند در مستندی به کارگردانی وس اورشوسکی با عنوان The Damned: Don't You Wish That We Were Were نمایش داده شد. این مستند تاریخچهٔ گروه را با پس‌زمینه‌ای از فیلم‌های آرشیوی، مصاحبه‌های جدید و فیلم‌های تور از سال ۲۰۱۱ تا ۲۰۱۴ ترسیم می‌کند.
پس از اکران این فیلم در ۱۲ سپتامبر ۲۰۱۵، براین مریک، نوازندهٔ سابق بیس، که در آلبوم‌های فانتاسماگوریا (۱۹۸۵) و هر چیزی (۱۹۸۶) اجرا کرده بود، بر اثر سرطان گلو درگذشت. در زمان مرگ، او در یک گروه ادای احترام به رامونز به نام Shamones می‌نواخت.
در ماه مه ۲۰۱۶، گروه یک نمایش چهلمین سالگرد را در رویال آلبرت هال اجرا کرد.
در تابستان ۲۰۱۷، «نیت نیت نیت» به‌طور برجسته در فیلم اکشن بیبی راننده و موسیقی متن آن به نمایش درآمد. در ۱۱ سپتامبر ۲۰۱۷، گروه اعلام کرد که استو وست گروه را ترک می‌کند و پاول گری، نوازندهٔ سابق بیس، برای آلبوم استودیویی جدید بازخواهد گشت. ارواح شیطانی، یازدهمین آلبوم گروه و اولین آلبوم پس از ده سال، در ۱۳ آوریل ۲۰۱۸ منتشر شد. این آلبوم در جدول آلبوم‌های بریتانیا به رتبهٔ ۷ رسید، که بالاترین جایگاه آنها در چارت تاریخ بود، و در سال ۱۹۸۵ (فانتاسماگوریا) در رتبهٔ ۱۱ قرار گرفت. این آلبوم که عمدتاً از طریق PledgeMusic سرمایه‌گذاری شده بود، در نوامبر ۲۰۱۷ در شهر نیویورک ضبط شد و توسط تونی ویسکانتی تهیه شد. قبل از این آلبوم اولین تک‌آهنگ، «Standing on the Edge of Tomorrow» در ژانویه ۲۰۱۸ همراه با تک‌آهنگ‌های «Devil in Disguise» و «Look Left» در مارس ۲۰۱۸ و «Procrastination» در آوریل ۲۰۱۸ منتشر شد.
در ۲۳ مه ۲۰۱۹، د دمند توری را با اجرای سومین آلبوم استودیویی خود، آداب مسلسل (۱۹۷۹)، که از زمان انتشار آن به‌طور کامل پخش نکرده بودند، آغاز کردند. این تور شامل مکان‌هایی مانند خانه بلوز، جشنوارهٔ بولینگ و موسیقی پانک راک و جشنوارۀ شورش بود.

### خروج پینچ، اتحاد ترکیب اصلی، تغییرات درامر، و بازگشت اسکیبیس (۲۰۱۹–اکنون)
در ۲۵ اکتبر ۲۰۱۹، پینچ پس از ۲۰ سال حضور در گروه، جدایی خود را اعلام کرد. آخرین کنسرت او نمایش د دمند در پالادیوم لندن در ۲۷ اکتبر ۲۰۱۹ بود.
در ۲۱ اکتبر ۲۰۲۰، د دمند اعلام کرد که در سال ۲۰۲۱ ترکیب اصلی وانیان، سنسیبل، جیمز و اسکیبیس یک سری برنامه را اجرا خواهند کرد. این اولین بار در بیش از دو دهه است که جیمز و اسکیبیس با وانیان و سنسیبل اجرا می‌کنند. با این حال، همه‌گیری کووید-۱۹ باعث شد که این تور تا سال ۲۰۲۲ به تعویق بیفتد.
در فوریه ۲۰۲۲، ویل تیلور درامر جایگزین پینچ شد. در فوریه ۲۰۲۳، آلبوم استودیویی بعدی گروه، دارکادلیک، اعلام شد و در ۲۸ آوریل ۲۰۲۳ منتشر شد. قبل از این آلبوم تک‌آهنگ‌ها و نماهنگ‌های «مرد نامرئی» در ۳ فوریه ۲۰۲۳، «Beware of the Clown» در ۱۰ مارس ۲۰۲۳ و «You're Gonna Realise» در ۲۱ آوریل ۲۰۲۳ منتشر شد. هر سه موزیک ویدیو توسط مارتین گوچ کارگردانی شده است.
الگی وارد، نوازندهٔ سابق بیس، که در آلبوم آداب مسلسل نواخته بود، در ۱۷ مه ۲۰۲۳ درگذشت. وارد پس از ترک گروه د دمند، گروه موج نوی هوی متال بریتانیایی Tank را در سال ۱۹۸۰ تشکیل داد. ویل تیلور جدایی خود را به عنوان درامر گروه د دمند در نوامبر ۲۰۲۳ اعلام کرد. بعداً در همان ماه، اعلام شد که اسکیبیس درامر اصلی دوباره به صورت دائمی به گروه ملحق شده است.
در فوریه ۲۰۲۴، گروه اعلام کرد که برای اولین بار در ۳۵ سال گذشته، یک تور آمریکای شمالی را برگزار خواهد کرد که شامل گروه دههٔ ۱۹۸۰ خود از دیو وانیان، کاپیتان سنسیبل، رت اسکیبیس و پل گری است. این تور شامل ده نمایش در ماه مه و ژوئن ۲۰۲۴ خواهد بود.

## اعضای گروه

### اعضای کنونی
- دیو وانیان (دیوید لت) – خوانندهٔ اصلی (۱۹۷۶–اکنون)
- کاپیتان سنسیبل (ریموند برنز) – گیتار، بک خواننده (۱۹۸۴–۱۹۷۹، ۱۹۹۲–۱۹۸۸، ۱۹۹۶–اکنون)، کیبورد (۱۹۸۱–۱۹۷۹)، بیس (۱۹۷۸–۱۹۷۶؛ تور اتحاد مجدد ۲۰۲۲)
- پل گری – بیس، بک خواننده (۱۹۸۳–۱۹۸۰، ۱۹۹۲–۱۹۸۹، ۱۹۹۶، ۲۰۱۷–اکنون)
- مونتی اکسی مورون (لارنس بارو) – کیبورد، بک آواز (۱۹۹۶–اکنون)
- رت اسکیبیس (کریستوفر میلار) – درام، بک آواز (۱۹۷۷–۱۹۷۶، ۱۹۹۶–۱۹۷۹، ۲۰۲۲، ۲۰۲۳–اکنون)

## ترانه‌شناسی
- دمند دمند دمند (۱۹۷۷) Damned Damned Damned
- موسیقی برای لذت (۱۹۷۷) Music for Pleasure
- آداب مسلسل (۱۹۷۹) Machine Gun Etiquette
- آلبوم سیاه (۱۹۸۰) The Black Album
- توت فرنگی (۱۹۸۲) Strawberries
- فانتاسماگوریا (۱۹۸۵) Phantasmagoria
- هر چیزی (۱۹۸۶) Anything
- نه از این زمین (۱۹۹۵) Not of This Earth
- اختلال قبر (۲۰۰۱) Grave Disorder
- بنابراین، پارانوئید کیست؟ (۲۰۰۸) So, Who's Paranoid?‎
- ارواح شیطانی (۲۰۱۸) Evil Spirits
- دارکادلیک (۲۰۲۳) Darkadelic